# Chołoniewski Hrabia
Chołoniewski Hrabia − polski herb szlachecki, hrabiowska odmiana herbu Korczak.

## Opis herbu
Opis z wykorzystaniem klasycznych zasad blazonowania:
W polu czerwonym wręby srebrne. Nad tarczą korona hrabiowska, dziewięciopałkowa, opleciona sznurem pereł, a nad nią hełm w koronie, z którego klejnot: pies szary (naturalny), z jęzorem czerwonym, siedzący w czarze złotej. Labry czerwone podbite srebrem.

## Najwcześniejsze wzmianki
Nadany z galicyjskim tytułem hrabiowskim 30 marca 1798 braciom Ignacemu, Rafałowi i Franciszkowi Ksaweremu Myszka z Chołoniowa Chołoniewskim z predykatem hoch- und wohlgeboren (wysoko urodzony i wielmożny). Podstawą nadania tytułu były m.in. sprawowane przez ojca petentów urzędy (Adam Chołoniewski, kasztelan buski, starosta kołomyjski i szczurowiecki) oraz patent szlachecki z 1775.  Synem Rafała był Stanisław Chołoniewski. Tytuł został potwierdzony w Rosji 28 stycznia 1842 i 21 grudnia 1849.

## Herbowni
Jedna rodzina herbownych:
graf Myszka von Chołoniów Chołoniewski.